# Peștișani
Peștișani è un comune della Romania di 3841 abitanti, ubicato nel distretto di Gorj, nella regione storica dell'Oltenia.
Il comune è formato dall'unione di 7 villaggi: Boroșteni, Brădiceni, Frâncești, Gureni, Hobița, Peștișani, Seuca.